# T.J. Jones
T.J. Jones – amerykański zapaśnik walczący w stylu klasycznym. Zajął piąte miejsce na mistrzostwach świata w 1985 i odpadł w eliminacjach w 1982. Wicemistrz Igrzysk Panamerykańskich w 1983. Czwarty w Pucharze Świata w 1982 i piąty w 1985. Wojskowy wicemistrz świata w 1983 roku.